# Baptria albofalcata
Baptria albofalcata är en fjärilsart som beskrevs av Karl Schawerda 1921. Baptria albofalcata ingår i släktet Baptria och familjen mätare. Inga underarter finns listade i Catalogue of Life.